# Gmina Franklin (hrabstwo Bremer)

Położenie Gminy Franklin w hrabstwie Bremer

Gmina Franklin (ang. Franklin Township) – gmina w USA, w stanie Iowa, w hrabstwie Bremer. Według danych z 2000 roku gmina miała 431 mieszkańców. 